# 一宮忠男
一宮 忠男（いちみや ただお、1955年8月13日 - ）は、日本の経営者。ヤマダ電機社長を務めた。宮崎県出身。

## 来歴・人物
1980年に創価大学法学部を卒業し、1983年にヤマダ電機に入社した。1986年に取締役に就任し、1986年に常務、1988年に専務、1995年に副社長を経て、2008年6月に社長に就任。しかし、2013年6月に業績不振の責任を取る形で副社長に降格。